# 木寺昌人
木寺昌人（日语：／ Kitera Masato，1952年10月10日—）出生于日本东京都，毕业于东京大学法学部，为日本政治人物和外交官。

## 生平
1952年，出生在日本东京都，东京大学法学部毕业。
1976年，进入外务省。
1993年，出任外务省经济協力局无偿资金協力课长。
1995年，出任内阁官房长官秘书官事务取扱。
2000年，出任大臣官房会计课长。
2005年，出任官房审议官兼经济局审议官。
2006年，出任官房审议官兼综合外交政策局（国连担当）大使。
2010年，出任外务省官房长。
2012年9月，出任内阁官房副长官补。
2012年10月，接替丹羽宇一郎出任日本驻中华人民共和国特命全权大使。
2016年4月5日，任命預定接替鈴木庸一出任日本驻法国特命全权大使。

## 与中国相关的事
因为是10月10日出生，即中華民國國慶日，他父亲为他取名时用了“昌”字，取自“武昌”，即革命黨人發動武昌起義推翻清朝政府的地點。木寺昌人的外公曾在大連工作，母亲亦生於大連。
与中国的接触最早是在20年前当日本外务省中国课首席事务官的时候，那时做了有关日中邦交正常化20周年的工作，其中一项是安排天皇和皇后访华。

## 荣誉

### 外国勋章奖章
- 荣誉军团骑士勋章（法国，2016年6月6日于东京颁发[4]）